# Ivo Pannaggi
Ivo Pannaggi (Macerata, 1901 - Macerata, 1981) est un peintre et architecte italien, représentant du second futurisme.

## Biographie
Ivo Pannaggi se consacre très tôt à l'art. Dès 1920, il crée des collages postaux qui, sans le savoir, deviendront l'ancêtre de l'actuel art postal. Il s'inscrit à deux reprises aux écoles d'architecture de Rome et Florence, mais en sort sans diplôme. En 1922, il rédige avec Vinicio Paladini et Enrico Prampolini,  le  Manifeste de l'Art Mécanique futuriste  que supervise Filippo Tommaso Marinetti. En 1926, il participe à la XVe Biennale de Venise avec des œuvres abstraites intitulées « éléments d'architecture et éléments géométriques ». D'abord proche du futurisme, il se rapproche ensuite de l'idéologie communiste et des avant-gardes soviétiques, comme Malevitch, Lissitzky et le Constructivisme russe.
Dans les années 1930, il s'installe en Allemagne où il fréquente le Bauhaus, jusqu'à sa fermeture ordonnée par Adolf Hitler. En 1933, il retourne à Macerata jusqu'à la fin de la Seconde Guerre mondiale.
De 1949 à 1960, il vit en Norvège où il produit trois œuvres comme architecte d'État : la Villa Rund, La Villa Olsen et la Villa Feinberg. De retour à Macerata, il fait preuve d'une certaine ironie en faisant publier sa notice nécrologique dans la revue Futurismo Oggi (« Futurisme Aujourd'hui ») avant de mourir réellement en 1981. 
En 1985, l'Institut professionnel des femmes est rebaptisé « Institut Professionnel Ivo Pannaggi ».

## Expositions
- Juin-juillet 1922, Palazzo del Convitto Nazionale, Macerata.
- 1941, Yale University Art Gallery.
- Janvier-février 1969, Galerie Studio di Arte Moderna, Rome.
- 1981, Musée national d'art moderne, Paris.
- Juillet-octobre 1995, Pinacothèque Municipale du Palazzo Ricci, Macerata.